# Kostromino (Kaliningrad)
Kostromino (russisch Костромино, deutsch Neumühl, Kortmedien, Großheim, Grünheim und Groß Allenburg) ist ein Ort in der russischen Oblast Kaliningrad. Er gehört zur kommunalen Selbstverwaltungseinheit Stadtkreis Prawdinsk im Rajon Prawdinsk. Der Ort ist auf die drei ehemaligen deutschen Ortslagen Neumühl, Kortmedien sowie Grünheim mit Großheim verteilt, während der ehemalige Ort Groß Allenburg verlassen ist.

## Geographische Lage
Kostromino liegt entlang des nördlichen Abschnitts der Kommunalstraße 27K-071 (ein Teilstück der früheren deutschen Reichsstraße 141), welche die Regionalstraße 27A-037 (ex R 514) in Druschba (Allenburg) mit der Regionalstraße 27A-028 (ex A 196) in Schelesnodoroschny (Gerdauen) verbindet. 

## Geschichte
Infolge des Zweiten Weltkrieges kam die Gegend als Teil des nördlichen Ostpreußens zur Sowjetunion in das Gebiet der Oblast Kaliningrad. Im Jahr 1947 wurden die Orte Großheim, Grünheim, Neumühl, Kortmedien und Groß Allendorf gemeinsam in Kostromino umbenannt und gleichzeitig in den Dorfsowjet Wischnjowski selski Sowet im Rajon Schelesnodoroschny eingeordnet. Die Orte Neumühl, Kortmedien und Groß Allendorf hatten zuvor zum Kreis Wehlau gehört, während Grünheim und sein Ortsteil Großheim zum Kreis Gerdauen gehörten.
In die Gemeinde Groß Allendorf waren im Jahr 1928 die Gemeinden Aue I und II, Neusasserei (Neusaß I und Neusaß II), sowie die Gutsbezirke Carlswalde, Klein Allendorf und Ziegelhöfchen eingegliedert worden. Von diesen eingemeindeten Orten bekamen im Jahr 1950 Carlswalde den Namen Krupino, die Neusasserei den Namen Gratschowo sowie Ziegelhöfchen den Namen Malachowo. Alle diese Orte einschließlich Groß Allendorf sind spätestens seit den 1980er Jahren verlassen, ebenso das zu Neumühl gehörende ehemalige Vorwerk Elisenthal.

### Kortmedien
Das frühere Kortmedien liegt direkt an der Straße von Schelesnodoroschny nach Druschba. Zwischen 1874 und 1945 war der Ort in den Amtsbezirk Neumühl im Landkreis Wehlau eingegliedert. Im Jahre 1910 waren hier 124 Einwohner registriert, deren Zahl bis 1933 auf 182 anstieg und 1939 noch 164 betrug.

### Neumühl
Nördlich von Kortmedien liegt das ehemalige Neumühl, ebenfalls an der Straße Schelesnodoroschny–Druschba. Zwischen 1874 und 1945 war Neumühl Amtsdorf und namensgebender Ort des Amtsbezirks Neumühl im Landkreis Wehlau. Hier lebten im Jahre 1910 171 Menschen. Ihre Zahl stieg bis 1933 auf 264 an und betrug 1939 noch 248.

### Groß Allendorf
Das einstige Groß Allendorf lag östlich von Kortmedien und Neumühl unweit des Masurischen Kanals. Zwischen 1874 und 1945 war es ebenfalls ein Amtsdorf und damit namensgebender Ort des Amtsbezirks Groß Allendorf im Landkreis Wehlau. Die Einwohnerzahl des Jahres 1910 mit 151 Menschen verdoppelte sich bis 1933 auf 302 und betrug 1939 noch 295. Vor 1945 gehörte zu Groß Allendorf der Ortsteil Allendorfshof.

### Grünheim und Großheim
Das frühere Grünheim mit dem Ortsteil Großheim und auch Mühling und Partsch (beide russisch: Cholmogorje) liegt südlich von Kortmedien ebenfalls an der Straße Schelesnodoroschny–Druschba. Im Jahre 1384 ist die Ortsbezeichnung Kackaym überliefert, 1487 Kakaym, und danach hieß der Ort bis zum 20. Februar 1893 Kackheim, als er in „Grünheim“ umbenannt wurde.
1874 wurde Grünheim in den Amtsbezirk Schloß Gerdauen eingegliedert und gehörte bis 1945 zum Landkreis Gerdauen. Von 1930 bis 1945 gehörte Grünheim dann dem Amtsbezirk Trausen (russisch: Lipnjaki) an.
Im Jahre 1910 lebten in Grünheim 174 Menschen. Ihre Zahl stieg bis 1933 auf 269 und betrug 1939 noch 225.

### Kostromino
Nach der Auflösung des Rajons Schelesnodoroschny im Jahr 1962 gelangte der Ort in den Rajon Prawdinsk. Von  2004 bis 2015 gehörte Kostromino zur städtischen Gemeinde Schelesnodoroschnoje gorodskoje posselenije und seither zum Stadtkreis Prawdinsk.

## Kirche
Die Bevölkerung der fünf bis 1945 getrennten Ortschaften war überwiegend evangelischer Konfession. Die Orte waren auf zwei Kirchspiele verteilt:
- Kortmedien, Neumühl und Groß Allendorf gehörten zum Kirchspiel Allenburg[12] (russisch: Druschba) im Kirchenkreis Wehlau (Snamensk),
- Grünheim mit Großheim gehörte zum Kirchspiel Gerdauen[13] (Schelesnodoroschny) im gleichnamigen Kirchenkreis.

Beide Kirchenkreise waren in die Kirchenprovinz Ostpreußen der Kirche der Altpreußischen Union eingegliedert.
Heute liegt das Gebiet der Siedlung Kostromino im Einzugsbereich der in den 1990er Jahren neu gegründeten evangelischen Gemeinde in Druschba (Allenburg). Sie ist Filialgemeinde der Auferstehungskirchengemeinde in Kaliningrad (Königsberg) und gehört zur ebenfalls neu gebildeten Propstei Kaliningrad in der Evangelisch-Lutherischen Kirche Europäisches Russland (ELKER).